# Дан мой
Дан мой (вьет. đàn môi, đàn — инструмент, môi — губы) — пластинчатый варган, использующийся в музыке нескольких вьетнамских народов. Слова đàn môi переводятся буквально «губной струнный инструмент», так как это один из немногих варганов, прилагаемых не к зубам, а к губам. На хмонгском языке называется «rab» [ʈa˥], ыча (Ư tra) или «ncas tooj» [ⁿtsʰa˩ tʰɔ̃˥˧]; у народа тхо-дабак — «Hưn Toóng» (хынтоонг), на мыонгском — «Páng Tơ» (пангто), на языке эде — «Gốc» (гок), у кту — «Ângkro» и так далее.
Хмонгский дан мой «ncas tooj» изготовляют из латуни («rab» — из бамбука) и хранят в украшенных чехлах, расшитых бисером. На дан мой и флейтах молодые хмонгские мужчины играют для своих возлюбленных
По данным исследований профессора НЦНИ Франции Чан Куанг Хая, в мире около 50 типов варганов, из которых 10 используются на территории Вьетнама. Дан мой были найдены в 25 странах мира.
В 2006 году в крупнейшем мировом варганном фестивале World Jew’s Harp Congress впервые участвовал вьетнамский музыкант, Нгуен Дык Минь (Nguyễn Đức Minh), играющий на дан мое.
Дан мой бывают как пластинчатые, так и дуговые. Самый популярный из этих инструментов — стандартный пластинчатый дан мой. Он имеет длину около 10 см и вес около 2,5 граммов. Этот дан мой предоставляет музыкантам большой выбор возможностей для создания звуковых эффектов, так как полость рта и язык имеют больше свободы, чем при игре на дугообразных варганах. И поэтому стандартный дан мой часто рекомендуют профессионалы для обучения варганистов начального уровня.
Кроме стандартного варгана дан мой, также популярен басовый дан мой, имеющий более низкое звучание и богатые, более глубокие обертона.